# Вохід Шодієв
Вохід Шодієв (узб. Vokhid Shodiev, нар. 9 листопада 1986, Навоїйська область) — узбецький футболіст, який грав на позиції нападника. Відомий за виступами за узбецькі клуби «Нефтчі» (Фергана), «Бухара», «Буньодкор», малайзійський клуб «Перак», та національну збірну Узбекистану.

## Клубна кар'єра
У дорослому футболі дебютував 2005 року виступами за нижчоліговий узбецький клуб «Заравшон», в якій провів два сезони.
У 2008 дебютував у найвищому дивізіоні чемпіонату Узбекистану, захищаючи кольори клубу «Уз-Донг-Жу» із міста Андижан. За рік провів у складі клубу 7 матчів та не відзначившись у них жодного разу.
Своєю грою за цю команду привернув увагу представників тренерського штабу клубу «Нефтчі» (Фергана), до складу якого приєднався 2010 року. Відіграв за команду з Фергани наступний сезон своєї ігрової кар'єри. Більшість часу, проведеного у складі «Нефтчі» (Фергана), був основним гравцем атакувальної ланки команди.
2012 року уклав контракт з клубом «Бухара», у складі якого провів наступний рік своєї кар'єри гравця. Граючи у складі «Бухари», також здебільшого виходив на поле в основному складі команди. У складі «Бухари» був одним з головних бомбардирів команди, відзначившись 17 разів у 51 проведеному матчі.
До складу клубу «Буньодкор» приєднався 2014 року. За два роки відіграв за ташкентську команду 42 матчі в національному чемпіонаті, у яких відзначився 13 забитими м'ячами. у складі столичної команди був володарем Суперкубку Узбекистану та фіналістом національного Кубку.
30 грудня 2015 року Вохід Шодієв став гравцем малайзійського клубу «Перак». У команді грав до середини 2016 року, зігравши 10 матчів чемпіонату країни. У середині року повернувся на батьківщину, де знову став гравцем «Кизилкума». У 2017 році вдруге за свою футбольну біографію став гравцем «Буньодкора». У 2018 році Шодієв грав у складі команди другого узбецького дивізіону «Машал». У 2019 році футболіст нетривалий час грав у складі самаркандського «Динамо», проте протягом сезону знову перейшов до клубу «Кизилкум», у складі якого завершив виступи на футбольних полях у 2020 році. 

## Виступи за збірну
6 листопада 2013 року дебютував в офіційних матчах у складі національної збірної Узбекистану у матчі проти збірної В'єтнаму. У складі головної команди країни грав до 2015 року, загалом зіграв у складі національної збірної 14 матчів, забивши 3 голи.
У складі збірної був учасником кубка Азії з футболу 2015 року в Австралії. На турнірі зіграв один матч, вийшовши на заміну у матчі проти збірної Саудівської Аравії, та відзначився у цьому матчі забитим м'ячем, який допоміг збірній Узбекистану вийти у плей-оф турніру.

## Титули і досягнення
- Фіналіст Кубка Узбекистану: 2014, 2015, 2017.
- Володар Суперкубку Узбекистану з футболу: 2014